# Grupa metylidenowa
Grupa metylidenowa – dwuwalencyjna organiczna grupa alkilidenowa powstała formalnie przez usunięcie dwóch atomów wodoru z cząsteczki metanu, która przyłączona jest do reszty związku chemicznego poprzez wiązanie podwójne.